# Simpsonichthys izecksohni
Simpsonichthys izecksohni är en fiskart som först beskrevs av Da Cruz, 1983.  Simpsonichthys izecksohni ingår i släktet Simpsonichthys och familjen Rivulidae. Inga underarter finns listade i Catalogue of Life.